# San Nicolò d’Arcidano
San Nicolò d’Arcidano – miejscowość i gmina we Włoszech, w regionie Sardynia, w prowincji Oristano.
Według danych na rok 2004 gminę zamieszkiwało 2912 osób, 104 os./km². Graniczy z Guspini, Pabillonis, Mogoro, Terralba i Uras.